# Nowe Skalmierzyce
Nowe Skalmierzyce (germană Neu Skalmierschütz, 1943-45 Kalmen) este un oraș în Polonia.